# Baarland
Baarland est un petit village dans la commune de Borsele, dans la province néerlandaise de Zélande. Le village comptait 622 habitants en 2008.
Au centre de la localité, à l'arrière de l'église, se trouve l'ancien château fort de Baarland : seules les douves, les murailles et les dépendances ont été conservées. Juste à l'extérieur du village, sur la route en direction d'Oudelande, les fondations du château médiéval Hellenburg, détruit au cours d'un raz-de-marée au XVe siècle, peuvent être visitées.
Au sud de Baarland, un vaste camping offre, à côté du village lui-même, un grand nombre de commodités, parmi lesquelles une piscine couverte.

## Galerie

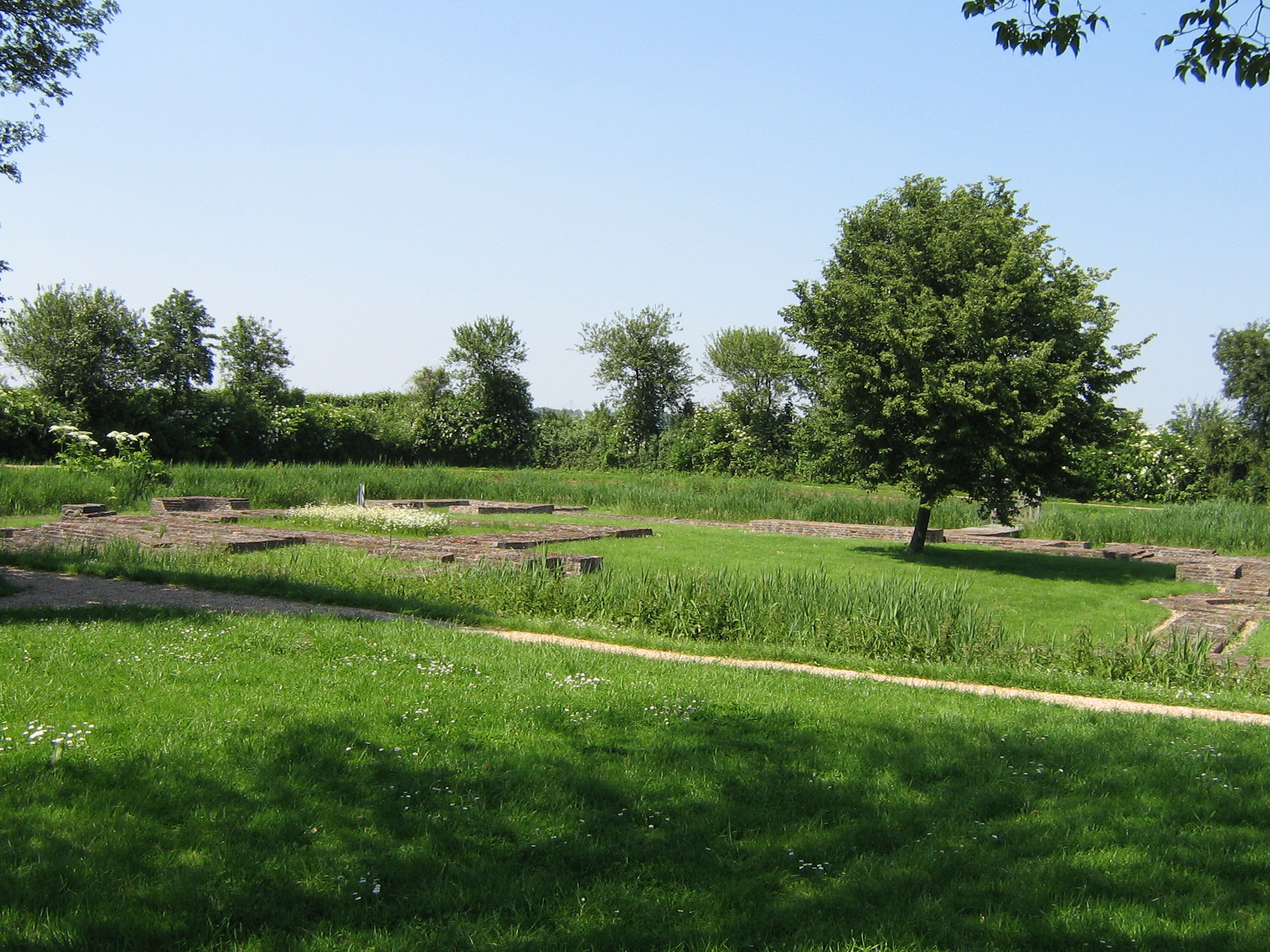
Les ruines du château Hellenburg.
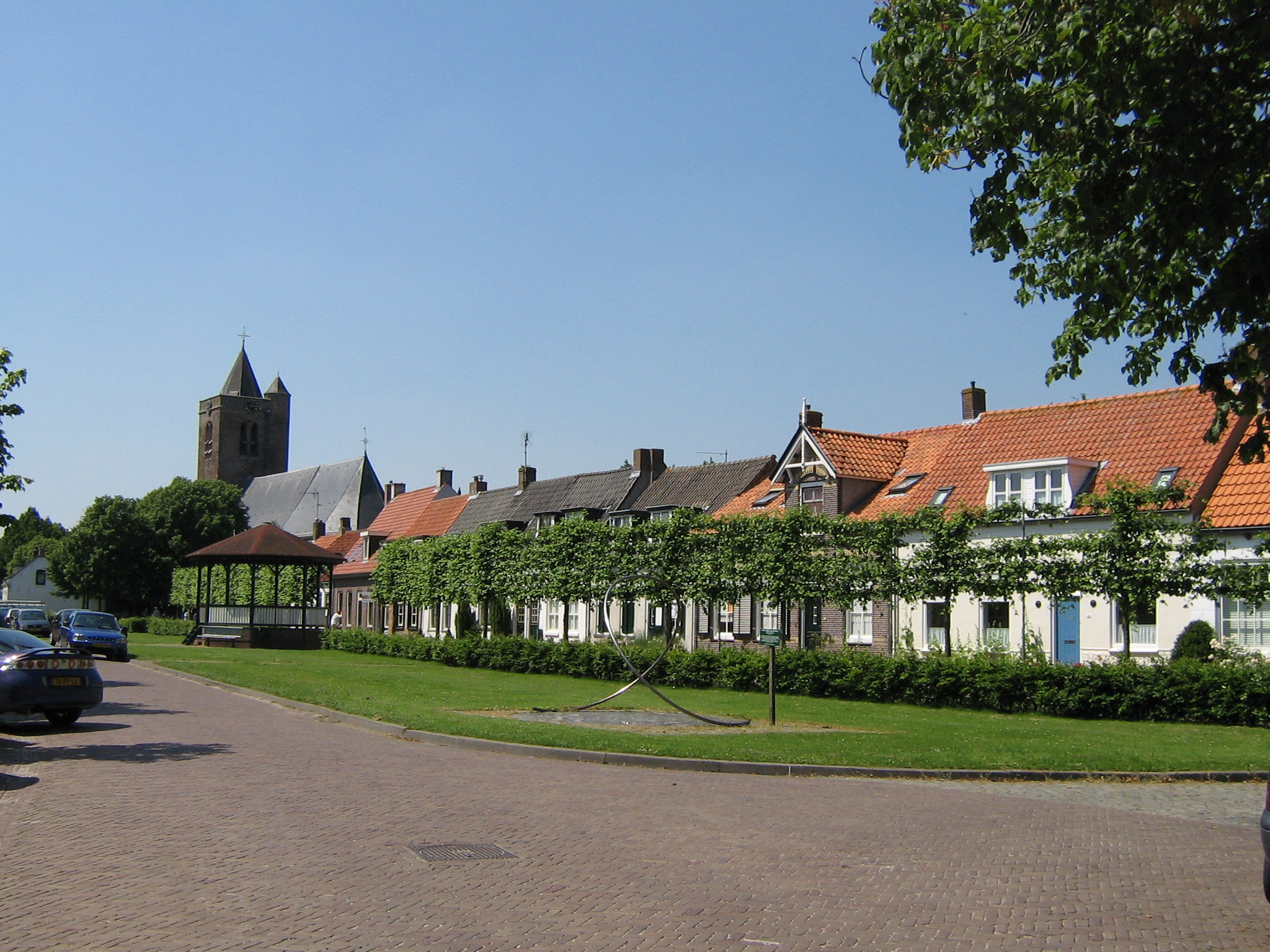
Une rue de Baarland.
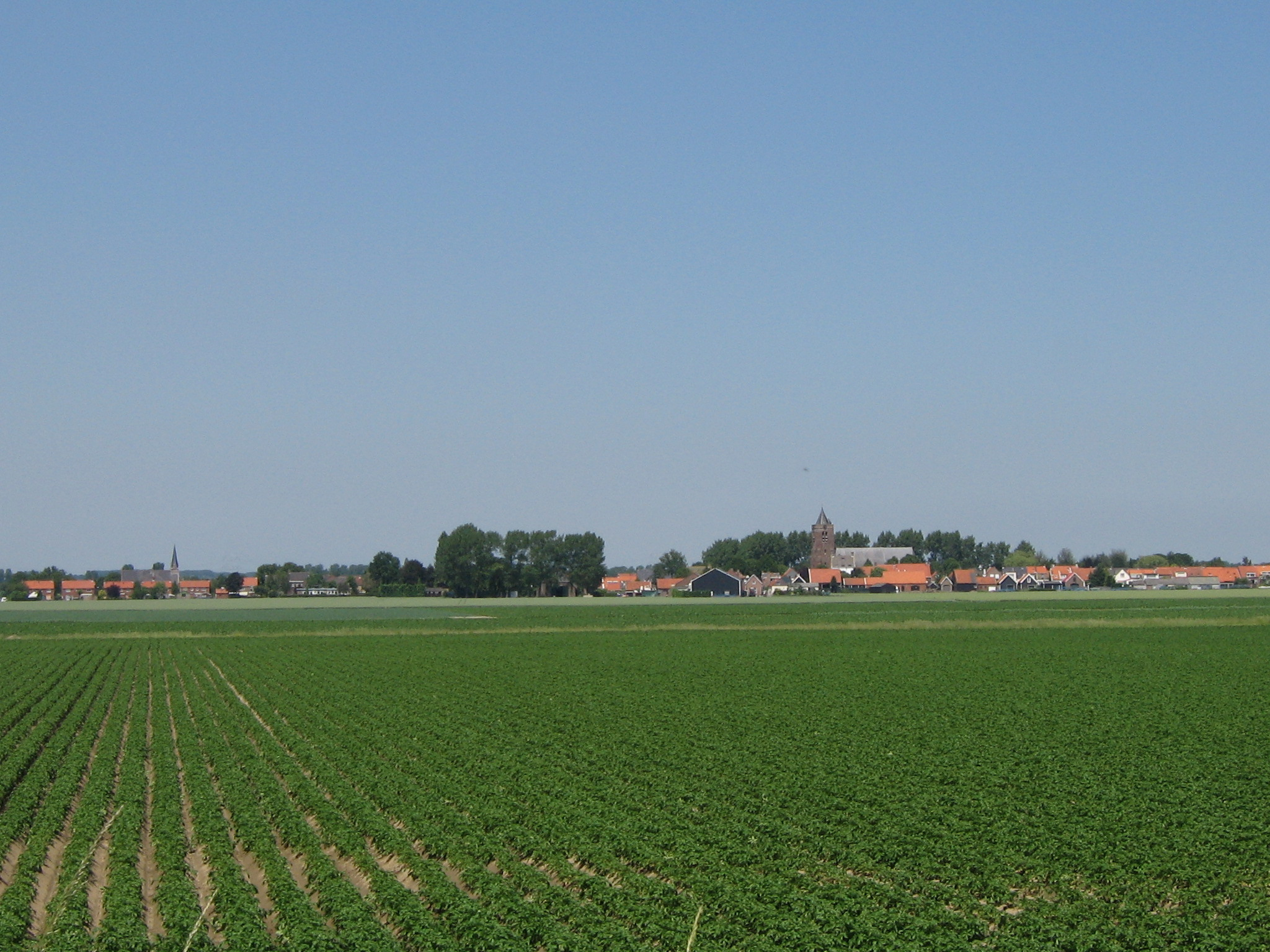
La localité photographiée depuis le sud.
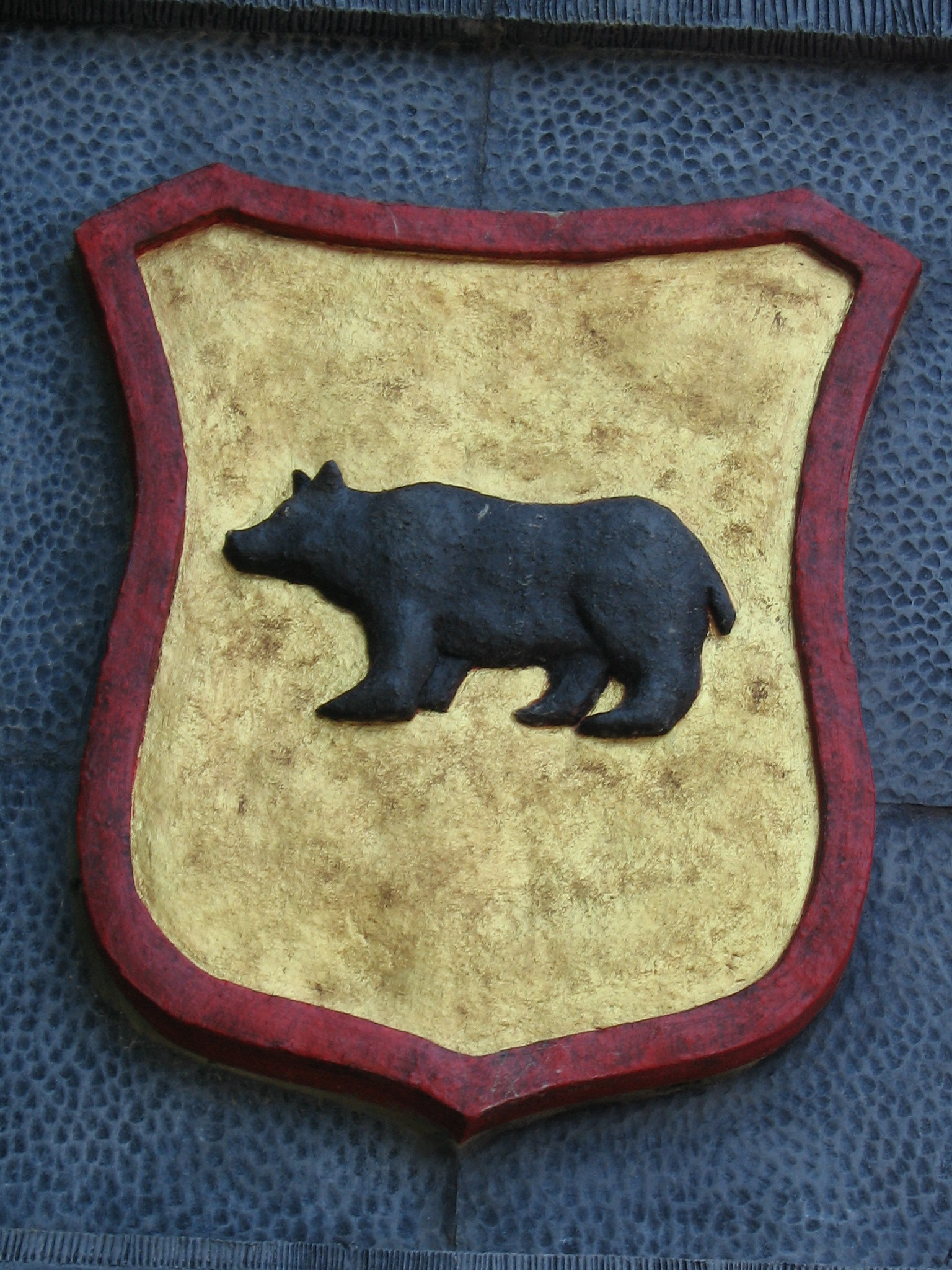
Les armoiries.